# Kyjov (Hodoníni járás)
Kyjov város Csehországban, Hodoníni járásban. Kyjov Bukovany, Vlkoš, Svatobořice-Mistřín, Koryčany, Sobůlky, Skoronice, Nechvalín, Čeložnice, Mouchnice, Lovčice és Kostelec településekkel határos. Lakosainak száma 10 799 fő (2024. január 1.).

## Népesség
A település lakosságának változását az alábbi diagram mutatja:
| Lakosok száma | 5185 | 6079 | 7265 | 7644 | 12 632 | 12 413 | 11 368 | 11 218 | 10 849 | 10 799 |
|               | 1869 | 1890 | 1921 | 1950 | 1980   | 2001   | 2017   | 2019   | 2022   | 2024   |